# Jochem Fluitsma
Jochem Fluitsma (Amsterdam, 1 juni 1958) is een Nederlandse muziekproducent.

## Biografie

### Jeugd en studie
Fluitsma's moeder was muzieklerares en liet Jochem van jongs af aan blokfluit spelen. Na een korte tijd speelde hij ook viool en later kreeg hij gitaarlessen. Hij speelde in zijn middelbareschooltijd in verschillende pop- en bluesbandjes. In 1977 ging hij klassieke gitaar studeren aan het conservatorium in Amsterdam. Hij speelde tijdens deze studie in de bands Boobytrap en Roomsoezen. In 1979 stopte hij met de studie. 

### Carrière
Fluitsma ontmoette in 1980 in de Amsterdamse band Patti & Tyne Eric van Tijn. Het duo ging vele liedjes schrijven voor diverse artiesten, maakte in 1986 deel uit van de Los Vast-band onder leiding van Jan Rietman, en was succesvol als het producersduo Fluitsma & Van Tijn.
Fluitsma heeft net als Eric van Tijn meegewerkt aan Idols, zij het niet als jurylid maar als muzikant.